# Leichtathletik-Europameisterschaften 2016/10.000 m der Männer

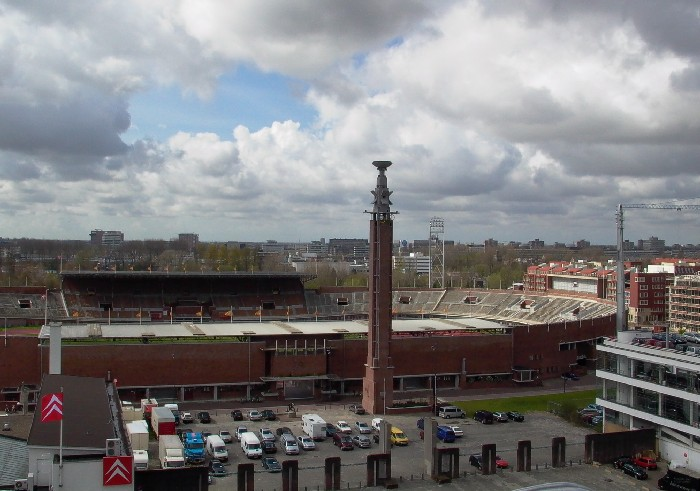
Das Olympiastadion in Amsterdam im Jahr 2005

Der 10.000-Meter-Lauf der Männer bei den Leichtathletik-Europameisterschaften 2016 wurde am 8. Juli 2016 im Olympiastadion der niederländischen Hauptstadt Amsterdam ausgetragen. Es waren nur elf Teilnehmer am Start, was sicherlich auch mit den in wenigen Wochen bevorstehenden Olympischen Spielen in Zusammenhang stand.
Die für die Türkei startenden Läufer errangen in diesem Wettbewerb einen Doppelsieg. Europameister wurde Polat Kemboi Arıkan, der bei den Europameisterschaften 2012 den 10.000-Meter-Lauf gewonnen hatte und dort Dritter über 5000 Meter geworden war. Der EM-Dritte von 2014 Ali Kaya kam auf den zweiten Platz. Bronze ging an den Spanier Antonio Abadía.

## Rekorde
| Weltrekord           | 26:17,53 min | Kenenisa Bekele | Brüssel, Belgien          | 26. August 2005 |
| Europarekord         | 26:46,57 min | Mohamed Farah   | Eugene (Oregon), USA      | 3. Juni 2011    |
| Meisterschaftsrekord | 27:30,99 min | Martti Vainio   | EM Prag, Tschechoslowakei | 29. August 1978 |

In einem reinen Spurtrennen wurde der bereits seit 1978 bestehende EM-Rekord auch bei diesen Europameisterschaften nicht annähernd erreicht. Mit seiner Siegerzeit von 28:18,52 min blieb der für die Türkei startende Europameister Polat Kemboi Arıkan 47,53 s über dem Rekord. Zum Europarekord fehlten ihm 1:21,95 min, zum Weltrekord 2:00,99 min.

## Durchführung
Bei nur elf Teilnehmern erübrigten sich Vorläufe, alle Läufer starteten in einem gemeinsamen Finale.

## Legende
Kurze Übersicht zur Bedeutung der Symbolik – so üblicherweise auch in sonstigen Veröffentlichungen verwendet:
| DNF | Wettkampf nicht beendet (did not finish) |
| DNS | nicht am Start (did not start)           |
| DSQ | disqualifiziert                          |
| IWR | Internationale Wettkampfregeln           |
| TR  | Technische Regeln                        |

## Ergebnis

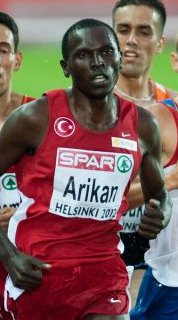
Europameister Polat Kemboi Arikan

8. Juli 2016, 20:45 Uhr
| Platz | Athlet              | Land           | Zeit (min)                         |
| ----- | ------------------- | -------------- | ---------------------------------- |
|       | Polat Kemboi Arikan | Türkei         | 0028:18,52                         |
|       | Ali Kaya            | Türkei         | 0028:21,42                         |
|       | Antonio Abadía      | Spanien        | 0028:26,07                         |
| 4     | Dmytro Lashyn       | Ukraine        | 0028:27,90                         |
| 5     | Dewi Griffiths      | Großbritannien | 0028:28,55                         |
| 6     | Juan Antonio Pérez  | Spanien        | 0028:37,42                         |
| 7     | Daniel Mateo        | Spanien        | 0028:43,03                         |
| 8     | Soufiane Bouchikhi  | Belgien        | 0029:03,74                         |
| 9     | Ahmed El Mazoury    | Italien        | 0029:29,36                         |
| DNF   | Aimeru Alemya       | Israel         |                                    |
| DSQ   | Girmaw Amare        | Israel         | IWR 163, TR17.3.2 – Bahnübertreten |
| DNS   | Andrew Vernon       | Großbritannien |                                    |

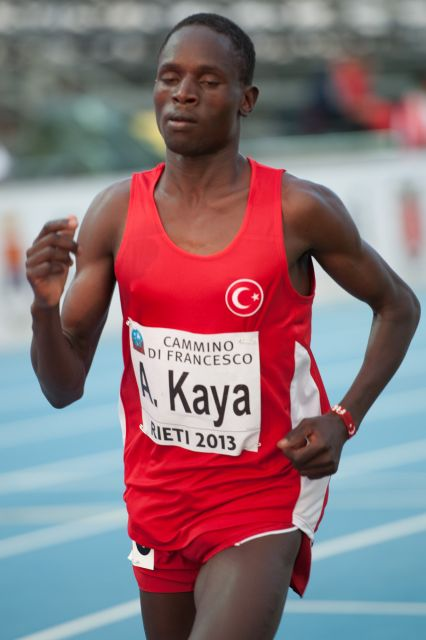
Vizeeuropameister Ali Kaya
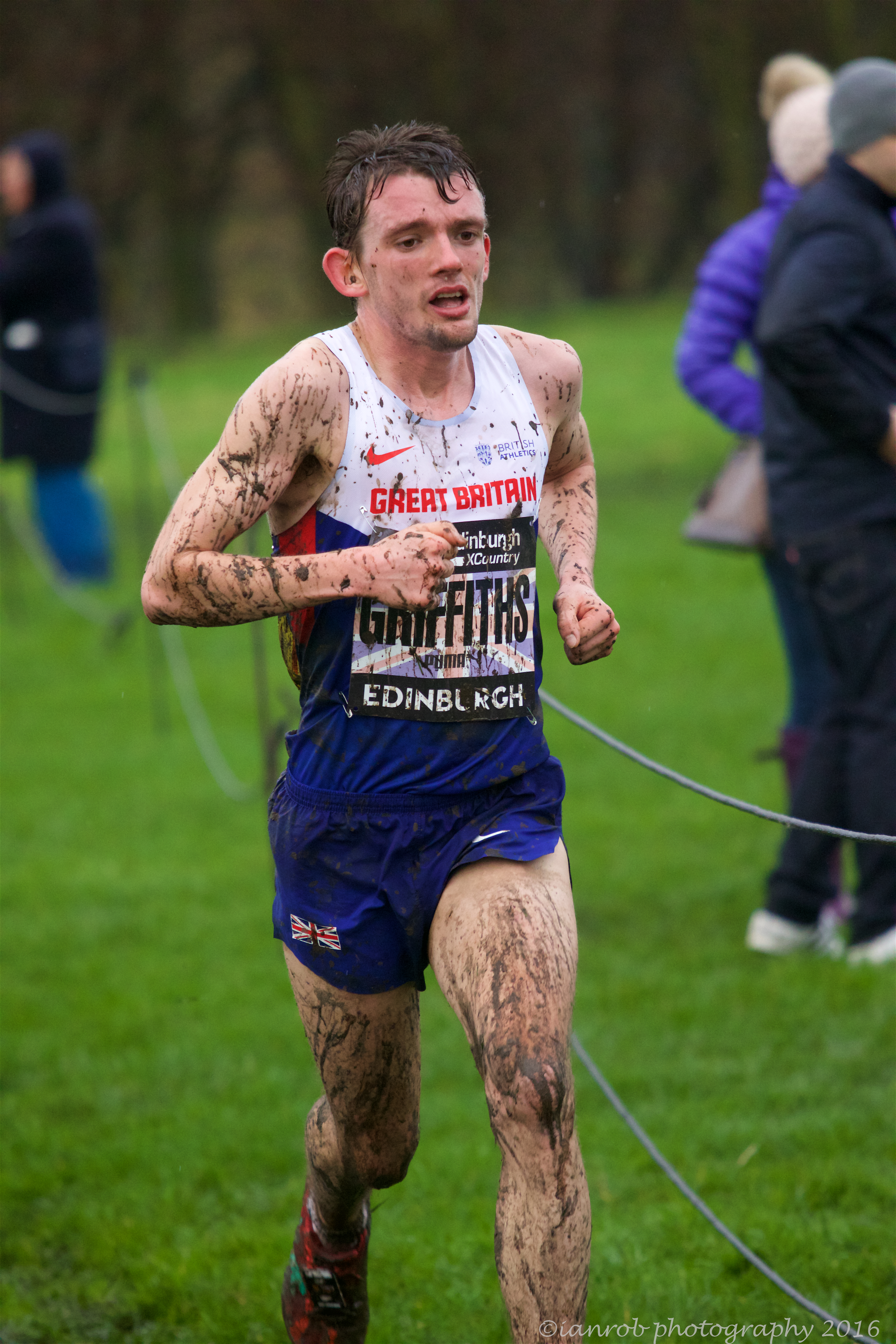
Dewi Griffiths belegte Rang fünf
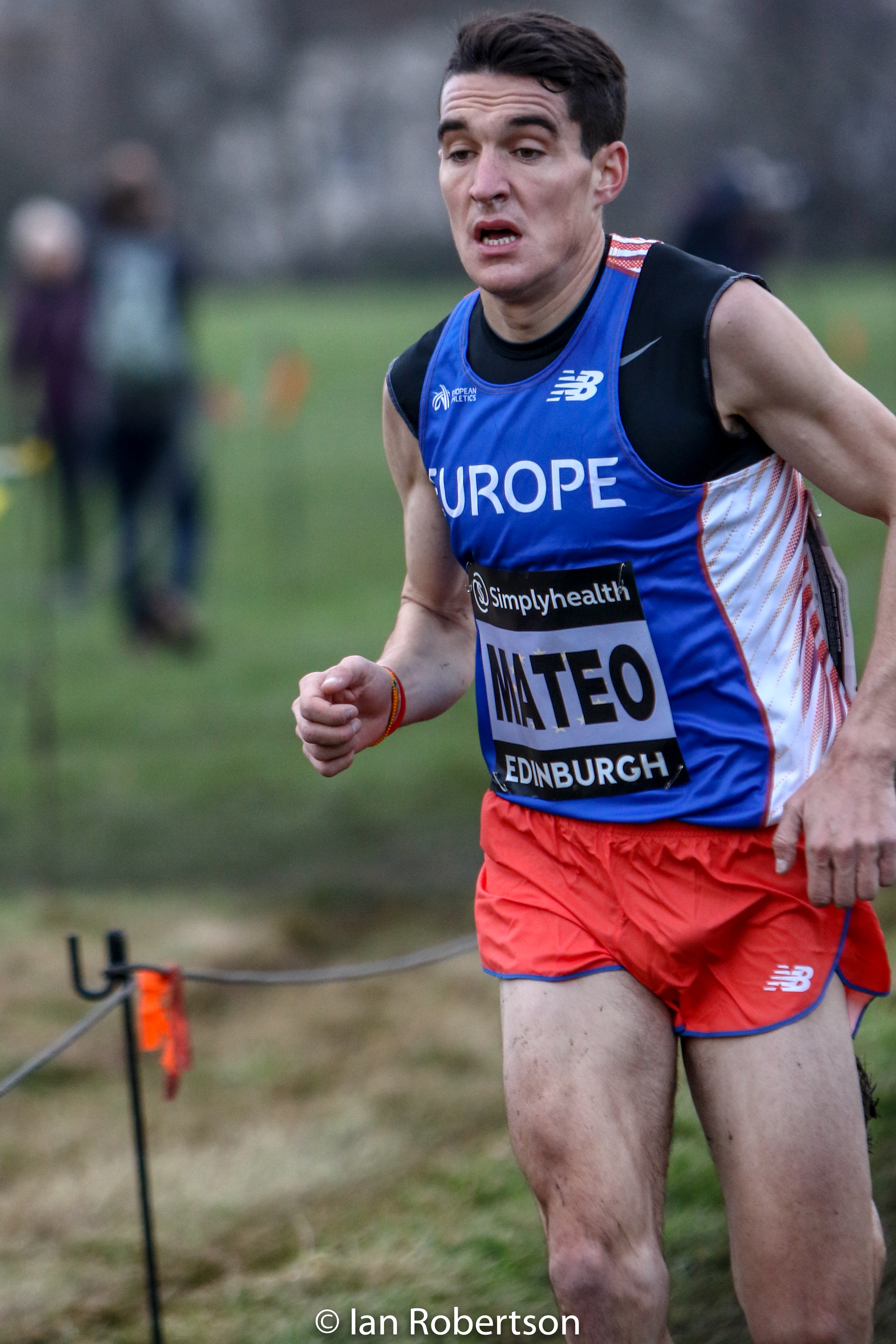
Daniel Mateo wurde Siebter

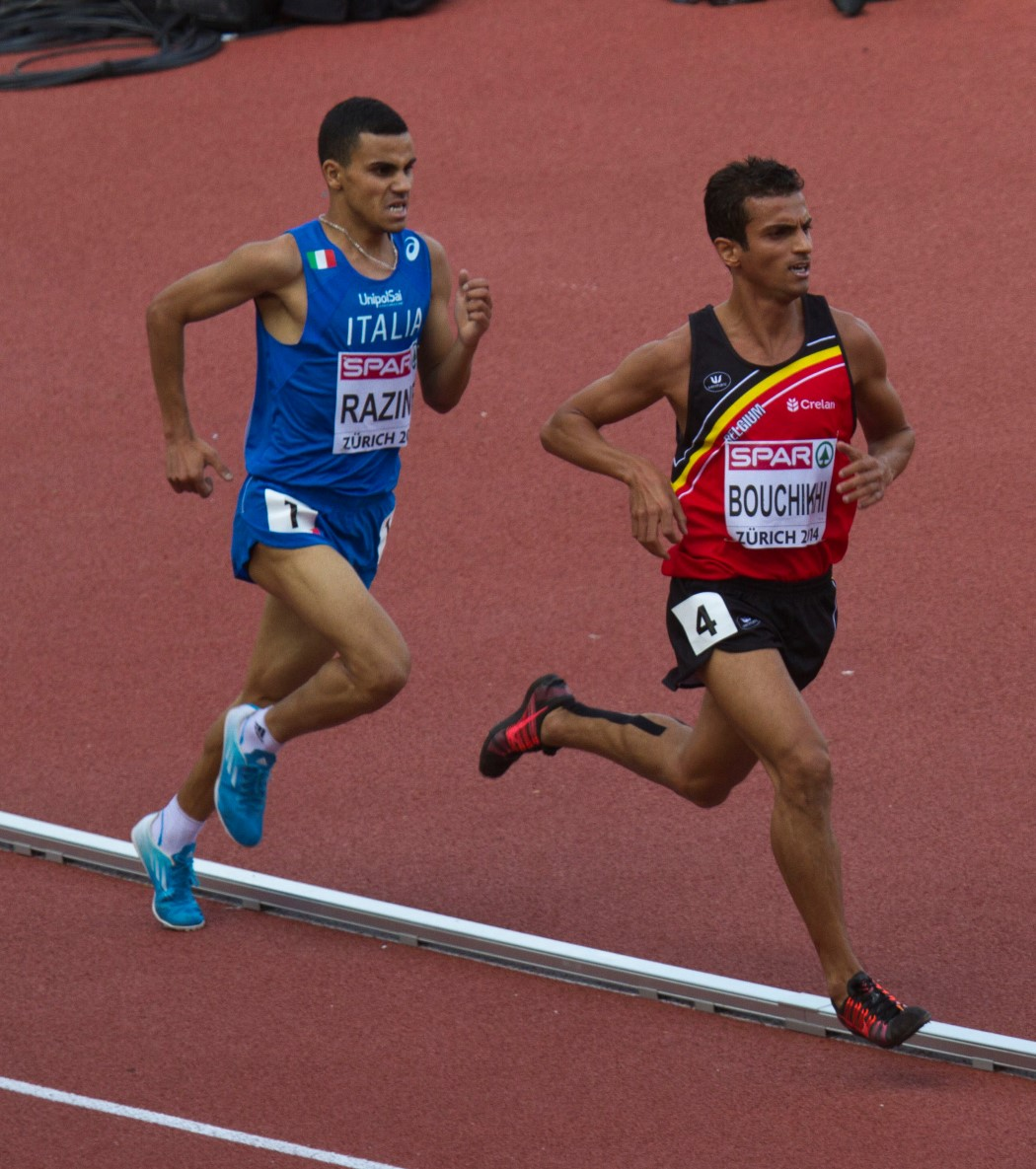
Soufiane Bouchikhi (rechts) erreichte Platz acht
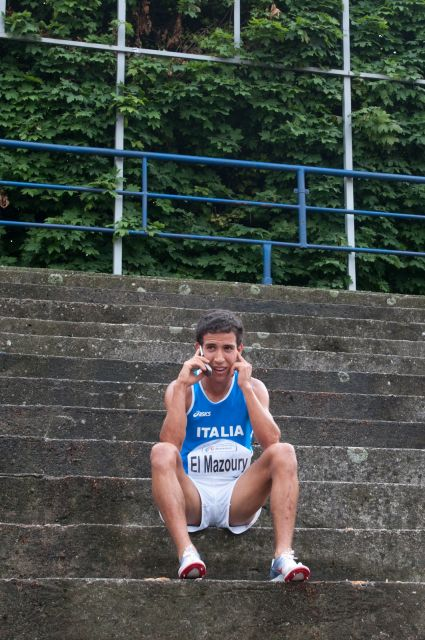
Der neuntplatzierte Ahmed El Mazoury
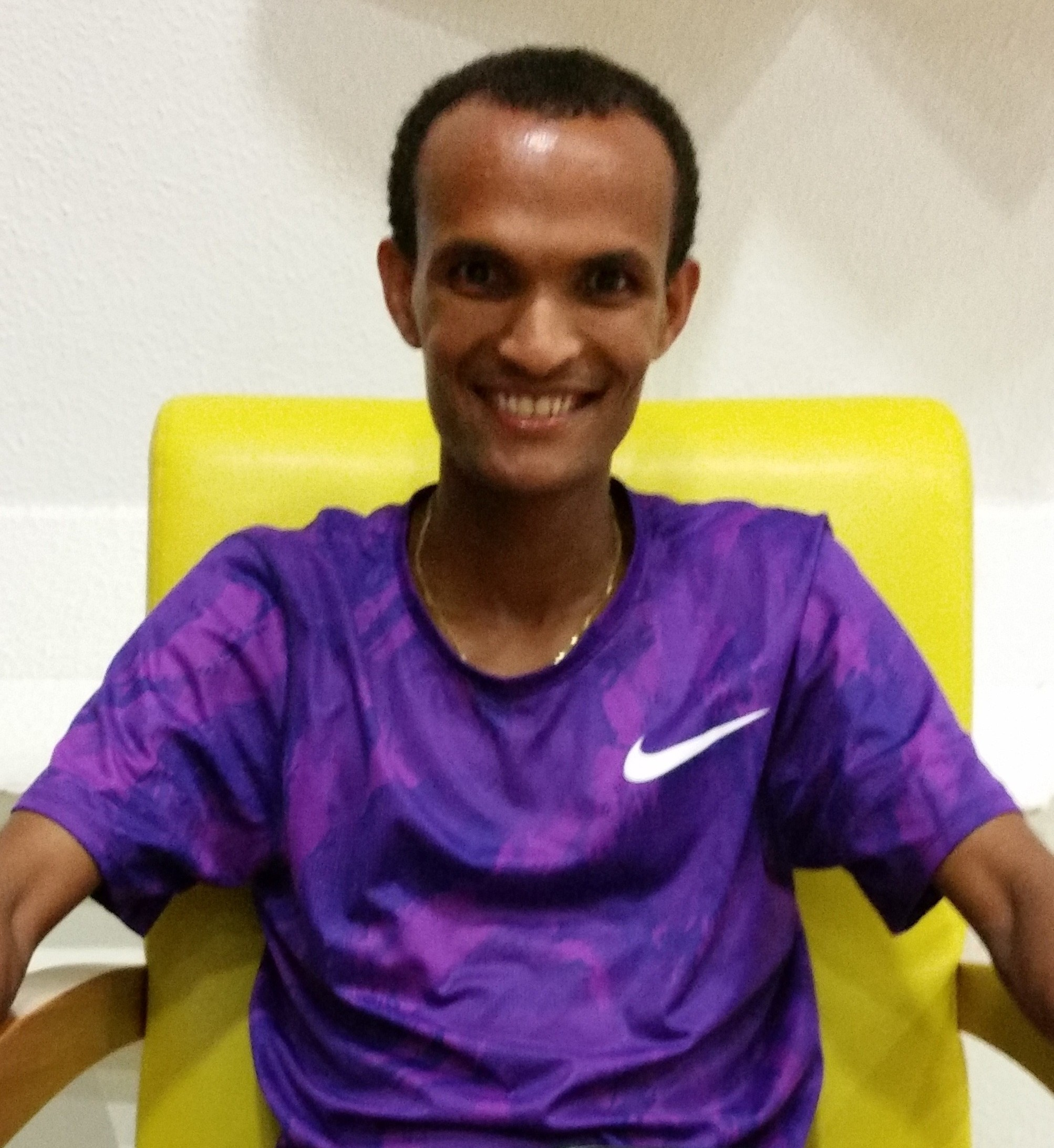
Girmaw Amare wurde wegen Übertretens der Bahnbegrenzung disqualifiziert

## Videolink
- 10km Men's Final - European Athletics Championships 2016, youtube.com, abgerufen am 18. März 2023